# Carl Wilhelm Siemens
Carl Wilhelm Siemens (în engleză Charles William Siemens, cunoscut ca Sir William Siemens; n. 4 aprilie 1823 – d. 19 noiembrie 1883) a fost un inginer britanic de origine germană, cunoscut pentru dezvoltarea cuptorului regenerativ și a pirometrului electric.

## Biografie
Siemens s-a născut în satul Lenthe, astăzi parte din orașul Gehrden, pe atunci în Regatul Hanovrei, unde tatăl său, Christian Ferdinand Siemens (31 iulie 1787-16 ianuarie 1840), arendaș, lucra o moșie ce aparținea Coroanei. Mama lui era Eleonore Deichmann (1792-8 iulie 1839), iar Carl Wilhelm era al patrulea copil dintr-un total de paisprezece. Dintre frații săi, Ernst Werner Siemens a devenit inginer electrician și a fost asociat cu Wilhelm la multe din invențiile sale. Ei au fost frați și cu Carl Heinrich von Siemens și veri cu Alexander Siemens. 
La 23 iulie 1859, Siemens s-a căsătorit la St. James's, Paddington, cu Anne Gordon, cea mai mică fiică a lui Joseph Gordon, membru al societății de avocatură Writers to the Signet din Edinburgh, și frate cu Lewis Gordon, profesor de inginerie la  Universitatea Glasgow, devenit astfel cetățean britanic naturalizat. El spunea că pe 19 martie în acel an, el a jurat credință pentru două doamne în aceeași zi — reginei și logodnicei. A fost înnobilat – purtând numele de Sir William – cu câteva luni înainte de a muri. A murit în seara zilei de luni 19 noiembrie 1883, la orele 9 și a fost înmormântat după o săptămână în Cimitirul Kensal Green.

## Primii ani
În toamna lui 1838 când Wilhelm avea cincisprezece ani, a început studiile de inginerie. A învățat la o școală de meserii și comerț foarte respectată, Gewerbe-Schule Magdeburg. Avea o relație foarte strânsă cu fratele lui cel mai mare; Ernst Werner Siemens se hotărâse să-l învețe pe Wilhelm matematică pentru ca la școală să învețe engleza. Programul i-a ajutat pe amândoi, iar cunoștințele de engleză ale lui Wilhelm s-au dovedit a constitui un avantaj semnificativ pentru amândoi. A trecut examenele cu ușurință, dar în scurt timp mama lor a murit, iar tatăl a murit și el în 1840.
Odată terminate cursurile la școala de la Magdeburg, Wilhelm a plecat la Universitatea din Göttingen unde a participat la cursuri de geografie fizică și tehnologie, matematici avansate, chimie teoretică și practică, și fizică. A reușit, pentru scurt timp, să lucreze cu Wilhelm Weber, renumitul om de știință și inventator, la Observatorul său Magnetic.
Wilhelam avea aproape nouăsprezece ani când a plecat de la universitate să devină ucenic inginer. A găsit timp și pentru activități artistice, cum ar fi lecții de dans și pictura unui peisaj din Nordhausen pentru soția directorului fabricii. Progresul său în ierarhia inginerilor din fabrică a fost atât de rapid încât a făcut doar un an de ucenicie.
Deoarece educația fraților mai mici devenise o problemă financiară, la 10 martie 1843, Carl Wilhelm Siemens a plecat la Londra. El funcționa ca agent pentru fratele său Werner și spera să câștige suficient prin vânzarea unui patent în Anglia pentru a ajuta la întreținerea și educația numeroșilor frați și surori. El își dorea mult să vadă Anglia și călătoria l-a costat 1 liră. Wilhelm se dovedise deja a fi entuzismat de afaceri, finanțându-și călătoria prin vânzarea unei invenții. Știa foarte bine, după cum îi scria lui Werner, că vizita sa s-ar putea să nu aibă niciun succes, dar dacă totul mergea bine, el intenționa să rămână.

## Cariera
Siemens era pregătit ca inginer mecanic, și cele mai importante activități în prima parte a carierei erau neelectrice. Deși în 1847 a publicat în Annalen der Chemie a lui Liebig despre „Mercaptanul de seleniu”, el se gândea la noi idei despre natura căldurii, idei studiate și de Carnot, Clapeyron, Joule, Clausius, Mayer, Thomson și Rankine. El a lăsat la o parte vechile noțiuni de căldură ca substanță, și a acceptat-o ca pe o formă de energie. Lucrând pe noua sa idee, care îi dădea un avantaj în fața celorlalți inventatori ai vremii, a făcut o primă tentativă de a economisi căldura, construind, în 1847, la fabrica lui John Hick, din Bolton, un motor de patru cai-putere, cu un condensator cu regeneratori, și utilizând abur supraîncălzit. După doi ani, el a continuat experimentele la uzinele lui Messrs. Fox, Henderson, and Co., din Smethwick, lângă Birmingham. Utilizarea de aburi supraîncălziți întâmpina multe dificultăți practice, iar invenția nu era întru totul reușită; totuși, în 1850, Society of Arts a recunoscut valoarea principiului, acordându-i lui Siemens o medalie de aur pentru condensatorul cu regenerare.
În 1859, William Siemens a dedicat o mare parte a timpului său invențiilor electrice și cercetărilor în acest domeniu; numărul de aparate telegrafice de toate felurile – cabluri telegrafice, linii terestre, și accesorii – produse la Siemens Telegraph Works (din Charlton, sud-estul Londrei) a fost remarcabil. În 1872 Sir William Siemens a devenit primul președinte al Societății Inginerilor Telegrafiști, care a devenit apoi Institution of Electrical Engineers, precursoarea viitorului Institution of Engineering and Technology 
În iunie 1862 a fost ales Fellow of the Royal Society iar în 1871 a ținut prelegerea Bakeriană a acesteia.
Cuptorul regenerativ este cea mai reușită invenție a lui Charles William Siemens, pe baza unui proces denumit procesul Siemens-Martin. Pirometrul electric, probabil cea mai elegantă și mai originală dintre invențiile lui William Siemens, este puntea de legătură între cercetările sale în domeniul electric și cele în domeniul metalurgic. Siemens a urmat două teme principale în invențiile sale, unul bazat pe știința căldurii și celălalt pe cea a electricității. Cuprins de ideea regenerării și căutând în natură exemplele sale, Siemens a propus și o ipoteză conform căreia Soarele își păstrează căldura prin circularea combustibilului său în spațiu, tipărind ideile sale în volumul Despre conservarea energiei solare.